# 严香寺
严香寺，位于山西省太原市清徐县西马峪乡都沟村，是中华人民共和国山西省文物保护单位之一。
1986年8月18日，授予山西省文物保护单位，是一座古建筑及历史纪念建筑物。